# Непристойное поведение (фильм, 1998)
«Непристойное поведение» (англ. Disturbing Behavior) — подростковый научно-фантастический психологический фильм ужасов 1998 года с Джеймсом Марсденом, Кэти Холмс и Ником Сталом в главных ролях. Режиссёром фильма выступил Дэвид Наттер, который был режиссёром и продюсером «Секретных материалов», а сценарий написал Скотт Розенберг. Сюжет следует за группой отверженных старшеклассников, которые обнаруживают, что их, казалось бы, идеальные одноклассники из «Голубой ленты» являются частью сложного эксперимента по контролю над разумом.
Фильм содержит отсылки к триллеру 1975 года «Степфордские жёны». Премьера состоялась 24 июля 1998 года и получила негативные отзывы. Фильм прошёл через многочисленные сокращения, санкционированные студией MGM, до выхода в прокат в ответ на отрицательные тестовые показы. Выпуск режиссёрской версии, восстанавливающей удалённые сцены, получил значительную поддержку фанатов.

## Сюжет
Старшеклассник Стив Кларк переезжает со своей семьёй в небольшой прибрежный городок Крэдл-Бэй. Он находит друзей среди неформальных школьников. Вскоре они обращают внимание на подозрительную программу «голубая ленточка», проводимую школьным психологом доктором Колдикоттом. Школьники, участвующие в этой программе необъяснимым образом превращаются из разгильдяев в идеальных учеников. Стив и его друзья пытаются выяснить, что с ними происходит.

## В ролях
- Джеймс Марсден — Стив Кларк
- Кэти Холмс — Рэйчел Вагнер
- Ник Стал — Гэвин Стрик
- Стив Рэйлсбэк — офицер Кокс
- Брюс Гринвуд — доктор Эдгар Колдикотт
- Уильям Сэдлер — Дориан Ньюберри
- Кэтрин Изабель — Линдси Кларк
- Чед Донелла — U.V.
- Тобиас Мелер — Энди Эффкин
- Итан Эмбри — Аллен Кларк
- Джули Пацвальд — Бетти Колдикотт

## Производство
Международное совместное производство Австралии, Соединённых Штатов Америки и Канады. Сценарий Скотта Розенберга к фильму «Непристойное поведение» был приобретен MGM в августе 1997 года, и «Beacon Pictures» подписала контракт на продюсирование. Джеймс Марсден получил роль в декабре того же года.
Основная часть съёмок проходила с января 1998 года по конец марта в районе Ванкувера.

## Прокат
Фильм занял 7-е место в североамериканском прокате, заработав за первые выходные 7 миллионов долларов. На второй неделе проката прибыль компании снизилась на 57 %, опустившись до 12-го места.

## Критика
На агрегаторе рецензий Rotten Tomatoes фильм имеет рейтинг 33 %, основанный на отзывах 39 критиков. Зрители, опрошенные Cinemascore, поставили фильму оценку «C-».
Негативные отзывы ссылались на то, что фильм производит впечатление «производственного», причём многие утверждали, что в нём, похоже, использованы заезженные тропы из других фильмов ужасов и научной фантастики, таких как «Степфордские жёны», «Заводной апельсин» и «Деревня проклятых». Стивен Холден из The New York Times сказал, что фильм «мог бы сработать как жуткая басня о подростковой идентичности и социальном расслоении в эпоху Прозака», но превращается в «жуткое шоу, нарисованное по номерам, которое не может собрать достаточно энергии, чтобы быть хоть немного пугающим». В многочисленных рецензиях говорилось, что фильму не хватает пугающих моментов.
Положительные отзывы высоко оценили некоторые части диалога, особенно сцену в кафетерии, где представлены различные школьные группы. Выступление Ника Сталя в роли аутсайдера-мятежника Гэвина также было названо одним из самых ярких моментов фильма. Лиза Шварцбаум из Entertainment Weekly написала: «Но, несмотря на все свои влияния, „Непристойное поведение“ создаёт свой собственный полуреальный, полусверхъестественный, частично насмешливый, частично сочувствующий жанр — состояние настолько неустойчивое, что те, кто ожидает более холодного испуга или более теплого смеха, могут быть разочарованы».
В других отзывах отмечалось отсутствие согласованности в сюжете и неровность тона. Sight & Sound писали: «В конечном счёте, один и тот же шизофренический импульс пронизывает весь фильм: он слишком помпезен, чтобы быть кэмповым, но слишком глуп, чтобы быть по-настоящему привлекательным».